# Whose Body?
Whose Body? (in het Nederlands verschenen onder de titel Het lijk met de pince-nez) is een detectiveroman van de Engelse schrijfster Dorothy L. Sayers uit 1923. Het is het eerste boek in een serie van elf romans rond de aristocratische amateurdetective Lord Peter Wimsey. In dit werk maakt de lezer kennis met de gefortuneerde speurder, zijn avontuurlijke achtergronden, zijn hobby's en veelzijdige capaciteiten, en zijn onovertroffen 'gentleman's gentleman' Mervyn Bunter.

## Korte inhoud
Lord Peter wordt door zijn moeder, de voormalige hertogin van Denver, gebeld met een intrigerende mededeling van de heer Thipps, een architect die zich bezighoudt met de restauratie van het dak van de plaatselijke kerk in de hertogelijke woonplaats Duke's Denver. De man is zeer ontzet door het feit dat hij een hem onbekende dode man in zijn bad heeft aangetroffen. Het lichaam was geheel ontkleed, afgezien van een pince-nez. Lord Peter is onmiddellijk geïnteresseerd in de vreemde kwestie en gaat op onderzoek uit. 
Namens de politie wordt de zaak onderzocht door inspecteur Suggs, voor wie de kwestie duidelijk lijkt, en praktisch opgelost. Tegelijkertijd speelt er een kwestie van de op opzienbarende wijze spoorloos verdwenen rijke financier Sir Reuben Levy, een zaak die wordt onderzocht door Wimseys vriend bij Scotland Yard, inspecteur Charles Parker. Dit lijkt iets te maken te hebben met een op de beurs spelende kwestie over olie-exploraties in Peru.
Er lijkt een verband te bestaan tussen de twee zaken, hoewel duidelijk is dat het lijk in het bad niet dat is van Sir Reuben. Een spoor in het onderzoek leidt naar de eminente chirurg Sir Julian Freke, een bekende neuroloog die werkzaam is in het ziekenhuis in de nabijheid van de flat van de onfortuinlijke architect. De vlekkeloze reputatie van deze uitstekende arts en publicist stelt hem aanvankelijk boven alle verdenking. De hele zaak blijkt echter niet te draaien om geld, maar om jaloezie. Freke heeft de hele zaak op ingenieuze wijze in scène gezet om wraak te nemen op Sir Reuben, die getrouwd is met een door hem aanbeden vrouw.  Hij bezorgde het lijk van Sir Reuben bij zijn studenten voor dissectie en verving het door een lichaam van een anonieme zwerver dat voor onderzoeksdoeleinden aan het ziekenhuis was geschonken. Het lichaam van de zwerver werd door hem 'opgepimpt' en via het dak van het aangrenzende hospitaal in het bad van Mr. Thipps gedumpt.
Het boek eindigt met een uitgebreide bekentenis van de hand van Sir Julian Freke, waarin hij zijn werkwijze en motieven uiteenzet. 